# Kaira electa
Kaira electa är en spindelart som först beskrevs av Eugen von Keyserling 1883.  Kaira electa ingår i släktet Kaira och familjen hjulspindlar. Inga underarter finns listade i Catalogue of Life.